# Chiasmia clathrata
Chiasmia clathrata, también llamada polilla reticulada (latticed heath), es una especie de polilla perteneciente a la familia Geometridae. Aunque la especie pertenece a las polillas nocturnas, también vuela durante el día. La especie fue descrita por el entomólogo sueco Carlos Linneo en 1758.

## Descripción
Es una polilla pequeña con una envergadura de hasta 25 milímetros (1 plg). Es una especie bastante variable, con el color de fondo de las alas delanteras y traseras que varía del amarillento al blanquecino, con una red de líneas marrones. Las alas delanteras presentan cuatro líneas transversales de color negro a marrón oscuro, mientras que las traseras presentan tres. Las venas radiales, gruesas y oscuras del ala crean un patrón reticular (de ahí su nombre común). La coloración varía poco, pero el patrón es bastante variable. Las líneas transversales a menudo se fusionan, a diferencia de la Macaria carbonaria.

### Larva
La larva tiene dos formas de color verde y violeta marrón, ambas tienen varias rayas longitudinales blanquecinas. Las rayas dorsales son estrechas, la raya lateral es la más notable. La oruga, en su último estadio, es de color verde pálido con líneas blancas, incluyendo una marcada línea lateral y delgadas líneas dorsales a lo largo del cuerpo. Los segmentos abdominales A1 a A5 presentan una marcada línea blanca que atraviesa el extremo posterior de cada segmento y termina justo por encima de la línea lateral.
Los huevos verdosos presentan un patrón hexagonal grueso. La pupa es achaparrada, con un cremáster de punta simple.

### Especies similares
Las hembras de las formas de tierras altas de la polilla Ematurga atomaria tienen un color similar al de la polilla reticulada y también son diurnas. También puede confundirse con Macaria carbonaria, pero esta polilla presenta marcas menos definidas con tonos menos oscuros.

## Ciclo de vida
La especie suele ser bivoltina, se producen una o dos generaciones al año. La primera generación vuela desde mediados de abril hasta aproximadamente mediados de junio. Las hembras de esta primera generación ponen huevos en mayo, dando lugar a orugas de rápido crecimiento que emergen en julio. La segunda generación, generalmente incompleta, vuela desde mediados de junio hasta mediados de agosto, las hembras ponen huevos en agosto, y los huevos de esta segunda generación dan lugar a orugas que hibernan en forma de crisálida. En algunas zonas, las generaciones se superponen.  
Estas polillas son diurnas, pero también pueden observarse de noche, donde se sienten atraídas por la luz artificial. Las larvas se alimentan de especies galio (incluyendo Galium mollugo y Galium verum) y diversas leguminosas como tréboles (incluyendo Trifolium mediu y Trifolium pratense), alfalfa y alverja de prado, principalmente en junio y julio y desde mediados de agosto hasta septiembre. En Irlanda y el norte de Gran Bretaña las larvas aparecen en julio y agosto. La especie hiberna como pupa y las primeras mariposas emergen a mediados de abril del año siguiente.

## Distribución
La especie está ampliamente distribuida en pastizales abiertos de Europa. Se encuentra desde Italia hasta Escandinavia. En el oeste, se ha registrado en las Islas Británicas. En el este, se extiende a China, Japón y Corea. En el sur, a Anatolia e Irán.
Se puede encontrar desde las tierras bajas hasta las elevaciones más altas de las cordilleras bajas. Sin embargo, está ausente en las elevaciones más altas. La mariposa está activa durante el día, en terrenos baldíos, praderas y dunas; al posarse, mantiene las alas abiertas.

## Taxonomía y nomenclatura
La especie aparece en algunas obras bajo el nombre de Semiothisa clathrata. Sin embargo, el género Semiothisa se refiere a un grupo diferente de especies, predominantemente mariposas tropicales. La especie se divide en varias subespecies:
- Chiasmia clathrata clathrata (Linné)
- Chiasmia clathrata centralasiae (Krulikowski, 1911)
- Chiasmia clathrata djakonovi (Kardakoff, 1928)
- Chiasmia clathrata kurilata (Bryk, 1942)

La clasificación actual de la polilla en el género Chiasmia se deriva de la revisión realizada por Malcolm J. Scoble en 2002 de la tribu Macariini, demostrando que las especies auténticas del género Semiothisa estaban restringidas a América. Estudios moleculares posteriores han confirmado la clasificación de la especie dentro de Chiasmia.

### Nombres comunes
- En francés: la red (le Réseau), geomerta barrada (Géomètre à barreaux), la polilla reticulada (la Phalène réticulée).
- En inglés: geometra enrejada (latticed heath).
- En alemán: Gorgojo enrejado del césped de la hierba del trébol (Kleekräuterrasen-Gitterstriemenspanner), polilla trébol (Kleespanner).